# Pleszka algierska
Pleszka algierska (Phoenicurus moussieri) – gatunek małego ptaka z rodziny muchołówkowatych (Muscicapidae). Występuje w północnej Afryce. Nie jest zagrożony wyginięciem.

## Taksonomia
Po raz pierwszy gatunek opisał Léon Olphe-Galliard w 1852. Holotyp pochodził z prowincji Oran w Algierii. Nowemu gatunkowi autor nadał nazwę Erythacus Moussieri. Obecnie (2020) Międzynarodowy Komitet Ornitologiczny umieszcza pleszkę algierską w rodzaju Phoenicurus. Uznaje ją za gatunek monotypowy. Epitet gatunkowy upamiętnia Jeana Moussiera (1795–1850), chirurga służącego w armii francuskiej w północnej Afryce i przyrodnika.

## Morfologia
Długość ciała wynosi 12–13 cm, masa ciała 14–15 g. Występuje dymorfizm płciowy. U samca wierzch ciała czarny. Widoczna biała wstawka na skrzydle oraz biały pas ciągnący się od czoła przez obszar nad okiem po boki szyi. Spód ciała i kuper rdzawoczerwone. Jesienią na czarnych piórach występują brązowe krawędzie. Samica przypomina samicę pleszki zwyczajnej (P. phoenicurus), ma jednak krótszy ogon. Spód ciała jest intensywniej pomarańczowy, wstawka na skrzydle jasna.

## Zasięg występowania
Pleszki algierskie zamieszkują obszar od Maroka (część Atlasu i Antyatlas) na wschód po północną Tunezję, prawdopodobnie również północno-zachodnią Libię (góry Dżabal Nafusa). Poza okresem lęgowym ptaki te przenoszą się na niżej położone tereny. W 2001 po raz pierwszy przedstawiciela gatunku odnotowano w Mauretanii. Pleszki algierskie stwierdzono również w Grecji (po raz pierwszy na Peloponezie, 30 marca 1988), w Walii (po raz pierwszy w kwietniu 1988), na Sycylii (po raz drugi w lutym 1987), zalatują również na Maltę i do Hiszpanii.

## Ekologia i zachowanie

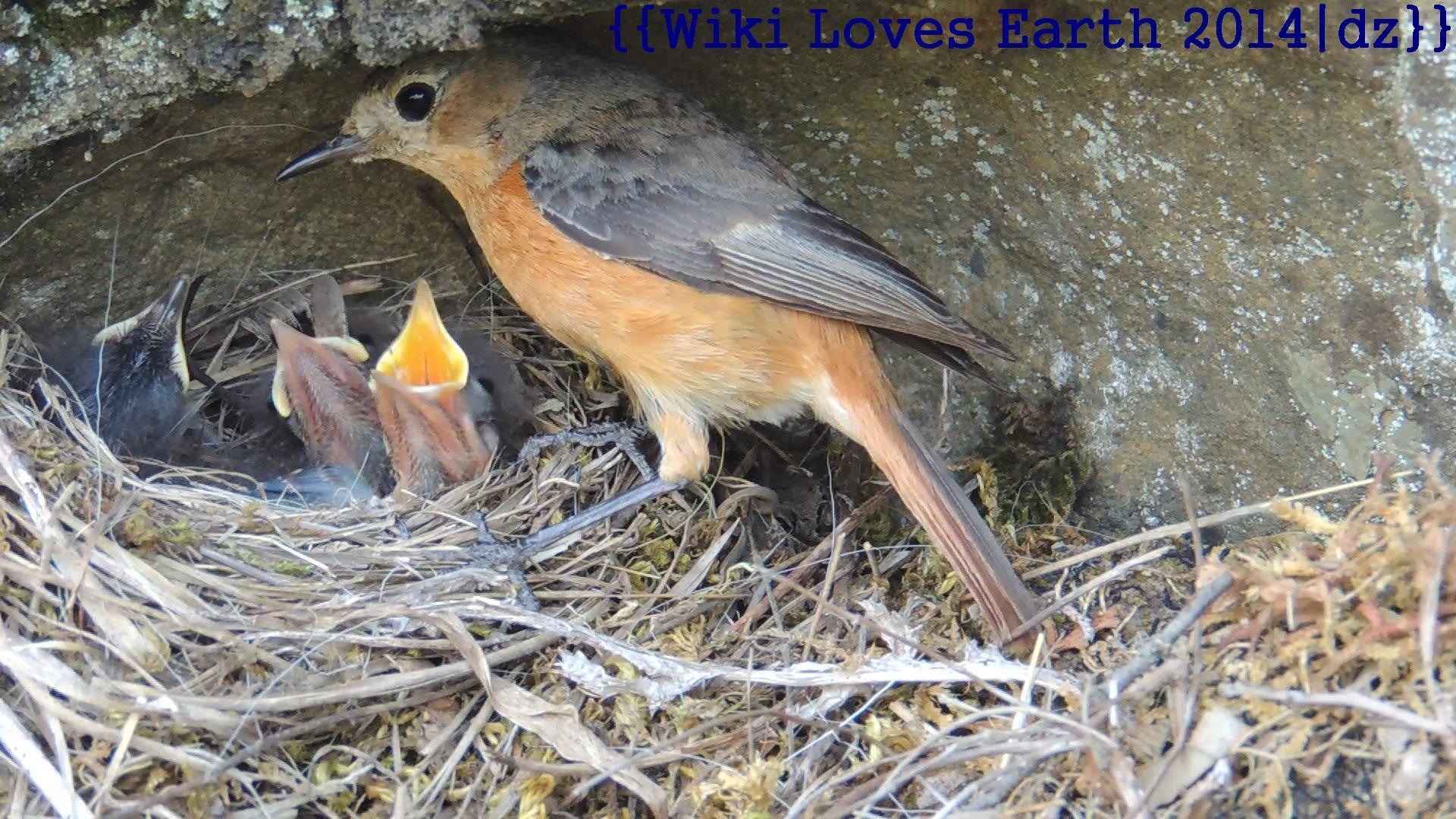

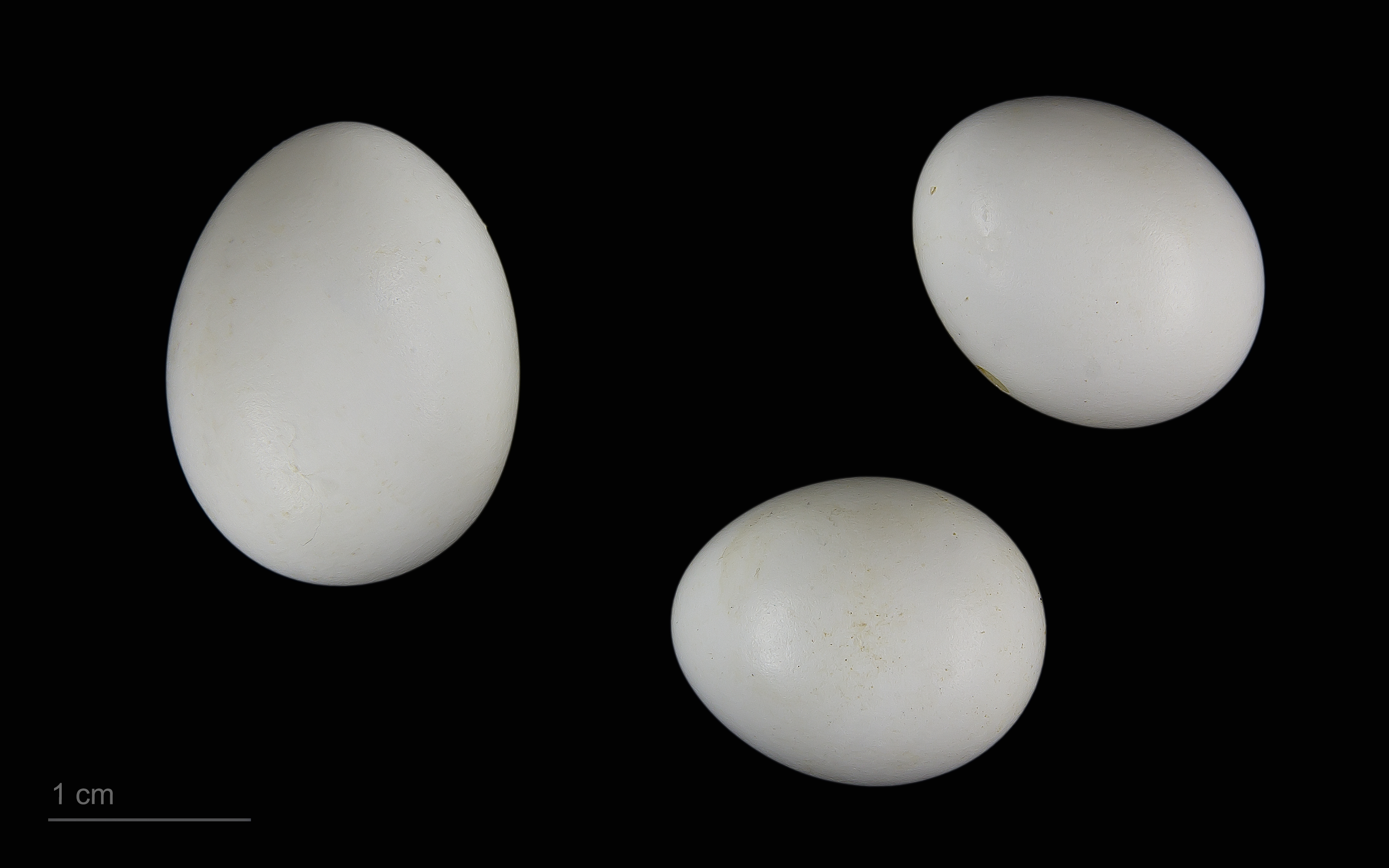
Cuculus canorus bangsi + Phoenicurus moussieri

Środowiskiem życia pleszek algierskich jest makia, skalne wychodnie, otwarte lasy sosen, dębów ostrolistnych i cedrów, skraje górskich lasów oraz doliny i płaskowyże powyżej górnej granicy lasu, niekiedy z krzewami i inną niską roślinnością. W Atlasie odnotowywane od 500 do 3000 m n.p.m. Są to ptaki mało płochliwe. Poza sezonem lęgowym są samotnikami. Zwykle zwracają na siebie uwagę, przesiadując w wyeksponowanych miejscach – na szczycie krzewu, kamienia czy płotu. Żerują na ziemi, niekiedy również łowią owady z niskich gałęzi. Prócz owadów dorosłych żywią się ich larwami, niekiedy zjadają owoce. Pleszki algierskie odzywają się cienkim gwizdem (hit) oraz miękkim czirrr. Ich pieśń stanowi skoczny cienki szczebiot o nieznacznie nieregularnej strukturze, przypominający pieśń pokrzywnicy (Prunella modularis). Zwrotki trwają 2–5 s.

### Lęgi
Okres lęgowy w Maroku trwa od kwietnia do czerwca (od marca w południowo-zachodniej części kraju), na wysokościach powyżej 2000 m n.p.m. prawdopodobnie od maja do czerwca (być może do sierpnia). Przeważnie pleszki algierskie wyprowadzają 1 lęg w roku, w niektórych częściach Maroka i Algierii zdarzają się dwa. Są monogamiczne i terytorialne. Gniazdo, mające formę luźnego kubeczka z trawy, sierści i piór, umieszczone jest do 2,5 m nad ziemią. Niekiedy ptaki budują je i na podłożu, między kamieniami lub kępami traw. Zniesienie liczy 3–6 jaj o białej lub jasnoniebieskiej skorupce. Pisklętami opiekują się obydwa ptaki z pary.

## Status
IUCN uznaje pleszkę algierską za gatunek najmniejszej troski (LC, Least Concern) nieprzerwanie od 1988 (stan w 2020). Liczebność populacji nie została oszacowana, ale ptak ten opisywany jest jako pospolity. BirdLife International uznaje trend populacji za stabilny.